# Campionati europei di atletica leggera 2012 - Lancio del martello femminile
La gara del lancio del martello femminile si è tenuta il 29 giugno ed il primo luglio.

## Risultati

### Qualificazioni
In finale vanno chi supera i 71,00 m o rientri tra i primi 12.
| Pos | Gruppo | Atlete              | Nazione       | #1    | #2    | #3    | Misura | Note      |
| --- | ------ | ------------------- | ------------- | ----- | ----- | ----- | ------ | --------- |
| 1   | B      | Anita Włodarczyk    | Polonia       | 66.30 | 69.50 | 71.38 | 71.38  | Q         |
| DQ  | A      | Zalina Marghieva    | Moldavia      | 68.47 | 67.34 | 69.86 | 69.86  | q, Doping |
| 2   | B      | Martina Hrašnová    | Slovacchia    | 67.76 | 69.67 | x     | 69.67  | q         |
| 3   | B      | Kathrin Klaas       | Germania      | 66.12 | 68.95 | 68.56 | 68.95  | q         |
| 4   | A      | Berta Castells      | Spagna        | 68.11 | 67.26 | 68.52 | 68.52  | q, SB     |
| 5   | B      | Anna Bulgakova      | Russia        | 68.44 | x     | –     | 68.44  | q         |
| 6   | A      | Stéphanie Falzon    | Francia       | x     | 68.42 | x     | 68.42  | q         |
| 7   | A      | Éva Orbán           | Ungheria      | 67.72 | x     | 67.89 | 67.89  | q         |
| 8   | A      | Tuğçe Şahutoğlu     | Turchia       | x     | 66.24 | 67.47 | 67.47  | q         |
| 9   | B      | Bianca Perie        | Romania       | 67.14 | 63.98 | 67.46 | 67.46  | q         |
| 10  | B      | Sophie Hitchon      | Gran Bretagna | x     | 61.65 | 67.08 | 67.08  | q         |
| 11  | B      | Tereza Králová      | Rep. Ceca     | 66.89 | 66.09 | x     | 66.89  | q         |
| 12  | A      | Tracey Andersson    | Svezia        | 63.40 | x     | 66.65 | 66.65  |           |
| 13  | A      | Kateřina Šafránková | Rep. Ceca     | 66.51 | 64.15 | x     | 66.51  |           |
| 14  | B      | Marina Marghiev     | Moldavia      | 65.44 | x     | 65.11 | 65.44  |           |
| 15  | A      | Barbara Špiler      | Slovenia      | 63.71 | x     | 65.37 | 65.37  |           |
| 16  | A      | Betty Heidler       | Germania      | x     | x     | 65.06 | 65.06  |           |
| 17  | A      | Mona Holm Solberg   | Norvegia      | 60.37 | 64.03 | 62.84 | 64.03  |           |
| 18  | B      | Merja Korpela       | Finlandia     | 64.03 | 63.83 | 61.14 | 64.03  |           |
| 19  | A      | Vânia Silva         | Portogallo    | 61.53 | 62.81 | 61.04 | 62.81  |           |
| 20  | B      | Alina Kastrova      | Bielorussia   | 62.51 | x     | x     | 62.51  |           |
| 21  | A      | Sarah Holt          | Gran Bretagna | 61.06 | 59.12 | 61.18 | 61.18  |           |
| NCL | B      | Silvia Salis        | Italia        | x     | x     | x     | NM     |           |
| NCL | B      | Laura Redondo       | Spagna        | x     | x     | x     | NM     |           |

### Finale
| Pos | Atlete           | Nazione       | #1    | #2    | #3    | #4    | #5    | #6    | Misura | Note   |
| --- | ---------------- | ------------- | ----- | ----- | ----- | ----- | ----- | ----- | ------ | ------ |
| 1   | Anita Włodarczyk | Polonia       | 74.02 | 73.17 | 73.29 | 74.29 | 73.93 | x     | 74.29  |        |
| 2   | Martina Hrašnová | Slovacchia    | 70.57 | 73.34 | x     | 68.38 | x     | x     | 73.34  | SB     |
| 3   | Anna Bulgakova   | Russia        | 70.84 | x     | 71.47 | 70.80 | 67.70 | x     | 71.47  |        |
| 4   | Kathrin Klaas    | Germania      | 66.53 | 70.44 | 67.03 | 66.82 | 70.34 | 69.75 | 70.44  |        |
| 5   | Tuğçe Şahutoğlu  | Turchia       | 68.12 | 70.21 | 68.23 | 67.63 | x     | 66.05 | 70.21  |        |
| 6   | Stéphanie Falzon | Francia       | 63.05 | 67.80 | 68.03 | 66.59 | 67.02 | x     | 68.03  |        |
| 7   | Éva Orbán        | Ungheria      | 66.81 | x     | 67.92 | x     | x     | 66.83 | 67.92  |        |
| DQ  | Zalina Marghieva | Moldavia      | 67.92 | x     | x     | x     | x     | 65.53 | 67.92  | Doping |
| 8   | Berta Castells   | Spagna        | 66.03 | 67.42 | x     |       |       |       | 67.42  |        |
| 9   | Bianca Perie     | Romania       | 66.92 | x     | 67.24 |       |       |       | 67.24  |        |
| 10  | Sophie Hitchon   | Gran Bretagna | 66.73 | 67.17 | x     |       |       |       | 67.17  |        |
| 11  | Tereza Králová   | Rep. Ceca     | x     | 65.29 | 65.87 |       |       |       | 65.87  |        |